# Prato Sesia
Prato Sesia (piemontiul: Pra) település Olaszországban, Piemont régióban, Novara megyében. Lakosainak száma 1820 fő (2023. január 1.). Prato Sesia Boca, Cavallirio, Grignasco, Romagnano Sesia és Serravalle Sesia községekkel határos.

## Népesség
A település lakossága az elmúlt években az alábbi módon változott:
| Lakosok száma | 1910 | 1887 | 1820 |
|               | 2017 | 2018 | 2023 |